# 히루오촌
히루오촌(昼生村)은 미에현 스즈카군에 있던 촌이다. 현재의 가메야마시의 중심부에 해당한다.

## 역사
- 1889년 4월 1일 - 정촌제 시행에 의해 스즈카군 히루오촌이 성립하였다.
- 1954년 10월 1일 - 가메야마정, 히루오촌,이다가와촌, 노노보리촌, 가와사키촌과 합병해 가메야마시가 성립하여, 동일 히루오촌은 폐지되었다.

## 교통

### 철도
- 일본국유철도
  - 산구선(현 기세이 본선)

## 참고문헌
- 角川日本地名大辞典 24 三重県